# سندرم دنده‌کوتاه–چندانگشتی
سندرم دنده‌کوتاه–چندانگشتی (انگلیسی: Short rib – polydactyly syndrome) به گروهی از بیماری‌ها گفته می‌شود که دارای ۴ گونهٔ مختلف است:
- نوع ۱ - نوعِ سالدینو-نونان
- نوع ۲ - نوعِ مایفسکی
- نوع ۳ - نوعِ ورما-ناموف (مرتبط با ژنِ DYNC2H1)[۱]
- نوع ۴ - نوعِ بیمر-لانگِـر